# Sylvain Rousseau
Pour les articles homonymes, voir Rousseau.
Sylvain Rousseau est un plasticien français, né en 1979 à Saint-Nazaire. Il vit et travaille à Paris.

## Biographie
Principalement connu pour sa mise à plat des objets, Sylvain Rousseau en livre une version en 2 dimensions mais en utilisant les matières d'origine. Il peut ainsi recréer une salle de danse avec son miroir, son parquet et sa barre fixe (What a Feeling), aplatir contre le mur une toile de tente (2 Seconds), une palette (Palette), voire une cabane de jardin (The house of the rising sun).
Au-delà de ce travail, Sylvain Rousseau peut, par exemple, mettre en place des installations tirées des skate-parks américains.
Il est représenté par la Galerie Triple V à Paris.

## Expositions personnelles
2008
- PARK, Domaine départemental de Chamarande
- Panoramic View of a Daily Walker, Galerie LH, Paris

2007
- Même monde, même rêve (avec Kristina Solomoukha), Le Commissariat, Paris
- La Plank, Galerie Air de Paris, Paris

2005
- Ici rêver ici, École des Beaux-arts de Tours

## Expositions collectives
2018
- A Hard Edge with a Soft Core[1], 40mcube HubHug, Liffré. Commissariat : Samir Mougas.

2008
- La crise du logement, Galerie Dominique Fiat, Paris
- Speed Dating II, Fast & Furious, Zoo Galerie, Nantes

2007
- Echos /Parcours Inventés, Musée de l’Objet, Blois
- Antidote, Galerie des Galeries Lafayette, Paris
- LH07, Group Show, Galerie LH, Paris
- Re-trait, Fondation d'entreprise Ricard, Paris
- Artistes Français de A à Z, Galerie Gabrielle Maubrie, Paris
- Speed Dating, Espace Mica, Rennes

2006
- Le Petit Noël du Commissariat, Le Commissariat, Paris
- Cosa Nostra, Glassbox, Paris
- Rayon Frais, Tours
- Tomorrow never comes, Galerie Martine & Thibault de la Châtre, Paris

2005
- Acid Rain, Glassbox, Paris
- Paper, Wallpaper, Plants and Vénilia, Galerie Vanessa Quang, Paris

2004
- Afterhours, Glassbox, Paris
- Heart Gallery
- Plan 6/4, Centre Régional d’art Contemporain, Sète
- Just Bring Your Elephant, Glassbox, Paris